# 草加勝
草加 勝（くさか しょう、2001年11月21日 - ）は、岡山県和気郡和気町出身のプロ野球選手（投手）。右投右打。中日ドラゴンズ所属。

## 経歴

### プロ入り前
和気町立藤野小学校で1年生の時に野球を始める。和気町立和気中学校では軟式野球部に所属していた。
創志学園高等学校に進学し、2年春からベンチ入り。チームは同年夏の第100回全国高等学校野球選手権記念大会に出場したが、自身の登板はなかった。3年夏は岡山大会準決勝で倉敷商業に敗れた。高校時代から最速146km/hを計測していたものの、同学年の西純矢が絶対的なエースとして活躍していたこともあり、3年間で夏の公式戦での登板は一度もなかった。
高校卒業後は亜細亜大学へ進学。3年春まではリーグ戦通算1試合のみの登板に留まっていたが、同年秋のリーグ戦から登板機会が増え、防御率0.29を記録して敢闘賞を受賞した。4年時の2023年7月には日米大学野球選手権大会の日本代表に選出された。同年秋のリーグ戦で自己最速となる153km/hを計測した。9月27日にプロ志望届を提出した。在学時、共にプレーした1学年上の田中幹也、2学年上の加藤竜馬とは、後にプロで再びチームメイトとなる。
10月26日に行われたプロ野球ドラフト会議にて、1回目の1位指名で度会隆輝を抽選で外した中日ドラゴンズと千葉ロッテマリーンズから1位指名され、抽選の末に中日の交渉権が確定した。11月14日に契約金1億円、年俸1600万円＋出来高払い5000万円で仮契約を結び（金額は推定）、12月14日の入団会見では背番号14をつけることが発表された。

### 中日時代
2024年は、1月15日の新人合同自主トレーニング中に右肘の違和感を訴えて名古屋市内の病院を受診し、右肘内側側副靱帯損傷と診断された。当初はPRP注射を用いた保存療法で復帰を目指す方針だったものの、同月下旬に受けたサードオピニオンの結果、トミー・ジョン手術を受けることが決まり、2月1日に手術を受けた。同年はリハビリに費やし、11月6日に200万円減となる推定年俸1400万円で契約を更改した。
2025年は、リハビリを経て4月30日にプロ入り後初めての実践マウンドとなるウエスタン・リーグ、対広島東洋カープ戦（ナゴヤ球場）に登板し、1イニングを三者連続三振に打ち取った。

## 選手としての特徴
最速153km/hのストレートのほか、制球力とスタミナが持ち味。また、50m走で5.8秒を記録する俊足の持ち主でもある。

## 人物
愛称は「カーショー」。名前やロサンゼルス・ドジャースにクレイトン・カーショウが所属していること、自身が投じるカーブがカーショウが投じるカーブと同じく落差があることから高校時代に付けられたものである。Sponichi Annexの記事では「竜のカーショー」と報じられたことがある。
2024年には、創志学園高等学校野球部時代の恩師である長沢宏行が監督を務めている兵庫県立篠山産業高等学校野球部にピッチングマシンやバット、ノック用バットを寄贈した。

## 詳細情報

### 背番号
- 14（2024年[13] - ）

### 代表歴
- 2023年 第44回日米大学野球選手権大会 日本代表